# Aleksandr Uvárov
Aleksandr Viktoróvich Uvárov (Moscú, Unión Soviética, 13 de enero de 1960) es un exfutbolista ruso, aunque posteriormente nacionalizado israelí. Se desempeñaba como guardameta y jugó toda su carrera deportiva en el Dinamo de Moscú y el Maccabi Tel-Aviv.

## Clubes
| Club             | País            | Año         | Partidos | Goles |
| FC Dinamo Moscú  | Unión Soviética | 1981 - 1991 | 105      | 0     |
| Maccabi Tel-Aviv | Israel          | 1991 - 2000 | 220      | 0     |

## Palmarés
FC Dinamo Moscú
- Copa de la Unión Soviética: 1984

Maccabi Tel-Aviv
- Ligat ha'Al: 1991-92, 1994-95, 1995-96
- Copa de Israel: 1994, 1996

- Datos: Q1356529